# 기라기라
《기라기라》(ギラギラ)는 2008년 10월 17일부터 12월 6일까지 방영되는, 일본의 TV 아사히에서 제작된 드라마이다.
원작 만화는 이야기가 후반에 접어들면서 거의 초안 없이 로트 링 펜으로 휘갈기다 및 추적을 사용한다는 지금까지의 츠치다의 치밀하고 촌스러운 화풍을 동떨어진 것으로 이야기가 완결되지 않고 연재를 종료하고 있다.

## 개요
과거 넘버 1호스트로 활약한 주인공으로 처자 있는 나나세 코오 헤이가 정리 해고를 당해다시 호스트로 밤거리에 도전하고, 온갖 고난과 호스트 간의 파벌 항쟁에 휘말리면서 분투하는 작품이다.

## 등장인물

### 쿄헤이 가족
- 나나세 쿄헤이 - 사사키 쿠라노스케

과거 "롯폰기의 왕"으로 불린 전설의 호스트. 모모코와 만나고 결혼하는 동시에 밤의 세계에서 발을 씻지만 조정으로 회사에서 해고된 가족을 지키기 위해서 가족에는 건설 현장의 현장 감독의 야간 일을 할 것이라며 비밀에서 1년뿐이라는 조건에서 과거 일한 〈링크〉에서 호스트로 일한다. 이글이 퇴직 후에는 본부장으로 승진. 가족 생각에서 애처가인 딸 생각. 동료 의식이 강한 동료로 인정한 자는 계속 믿 든든함을 갖는다. "여성을 치유"것을 모토로 삼고 있으며 돈을 챙기기를 거부하는 곳에서 〈괴짜로 본다〉. 도지마·카츠라기들의 집요한 공격을 나누고 가고, 가족 문제와 링크의 문제 사이에 고뇌한다. 모모코와 오리에가 친정으로 돌아간 것을 알고 큰 충격을 받기도 "링크"동료를 지키는 것을 결의.기명은 그냥 정하지 않고, 가게 안에서도 공평로 불린다.
- 나나세 모모코 - 하라 사치에

쿄헤이의 아내. 인심 좋은 공평을 헌신적으로 뒷받침하지만 귀가가 늦는 일을 걱정하고 있다.모모코의 형이 공평한 결혼의 조건이 "호스트를 했던 것을 모모코는 마라"였기 때문에 공평이 전 호스트라고는 모른다.
- 나나세 오리에 - 야마다 모에

코헤이와 모모코의 외동딸.

### 호스트 클럽 〈링크〉
- 소노베 유키 - 마야 미키

호스트클럽 '링크'의 오너. 호스트시절의 쿄헤이와 같이 일했던 과거가 있다. 돌연 복귀한 코헤이의 대해 냉담하였으나, 그의 열의를 느껴 신뢰하게 된다.
- 쇼지 - 미우라 쇼헤이

링크의 호스트. 원래 흑복으로(간부급 종업원) 코헤이랑 같은 신인이다. 나이가 많은 코헤이를 '아저씨'라 부르며 가볍게 봤지만 실력을 보고난 뒤론 존경하게 된다.
- 이글 - 이가라시 슌지

링크의 No.1호스트, 일본 랭커의 복서였으나 눈의 부상이 원인으로 은퇴했다가 호스트이다. 기명의 이글은 복서 시절의 링 네임. 성급한 성격에서 경험과 자부와 자존심이 마음에 들지 않는 인간에게는 적대시하고 링크에서 파벌을 만든다. 자신의 가장 손님으로 연인의 밤이 공평하게 지명 변경을 하여 공평을 적대시했으나 밤을 공평이 도운 것을 계기로 공평의 현명함을 깨닫는 공평하게 가게의 칸막이를 담아, 후쿠오카에서 밤과 생활 시작한다.
- 이치카와 겐타(히데요시) - 사토 유키

쇼오아의 검은 옷 시대의 친구. 밤의 세계에서 발을 씻고 있었지만, 쇼아의 소개로 링크에 입점한다. 기명은 "히데요시(유래는 "천하를 취할 것으로 힘내"겠다는 의지로)". 아버지가 빚을 어머니에게 미루고 증발하는 바람에 거짓말과 배신 등의 행위를 극단적으로 싫어한다. 공평하게 처자가 있음을 알아 버려-"갤러리아"에서 일하게 되지만 다시 빙판으로 돌아간다. 그 후, 공평의 거짓말은 사람을 훼손하지 않는 거짓말이라고 그를 허용했다. 유우나 일은 초 경계했지만 점점 이끌리게 되는 유우나 빚 변제의 돈을 모아 그녀에게 건넸다.그 뒤 그녀와는 사귀는 사이가 됐다.
- 후카미 히사아키 - 타나카 요지

링크의 매니저 유우키와 함께 링크를 유지한다. 공평과는 구면의 사이.갑자기 돌아온 공평하게는 초 냉담하게 접하다가 곧 공평의 실력을 인정 받게 된다.